# Mepha
Mepha Schweiz AG — швейцарська фармацевтична компанія, що базується в Базелі. До складу компанії входять Mepha Pharma AG та Teva Pharma AG. Mepha Switzerland продає близько 300 препаратів приблизно в 1200 упаковках та є головним гравцем на швейцарському фармацевтичному ринку. Компанія є частиною Teva Group з 2011 року.

## Історія
У компанії, заснованій у 1949 році, працюють 159 працівників (станом на серпень 2020 року), а обсяг продажів склав 313 мільйонів швейцарських франків у 2019 році. Загалом компанія Mepha Switzerland продала загалом 15,9 мільйона упаковок ліків у 2019 році.  За кількістю проданих пачок бренд Mepha з логотипом веселки є найбільш продаваним брендом ліків у Швейцарії.
«Мефа Фарма» в основному продає дженерики та ліки, що відпускаються без рецепта. Компанія, що продає, охоплює 18 областей медичних показань із понад 230 фірмовими та не фірмовими дженериками. Продукція продається в аптеках, лікарям, що самостійно видають, аптечним магазинам та лікарням. З часткою ринку понад 37 відсотків, Mepha Pharma є провідним постачальником дженериків у Швейцарії.
Асортимент Teva Pharma включає понад 60 оригінальних, загальних та біофармацевтичних препаратів у галузі неврології, онкології та пульмонології.

## Сфера діяльності
Mepha Switzerland продає ліки в таких галузях показань:
- Алергія, пульмонологія
- Дерматологія, протигрибкові препарати
- Інфекціологія
- Гастроентерологія
- Ангіологія, кардіологія
- Проти ожиріння, діабетологія
- Гінекологія
- Гормони, обмін речовин
- Кортикостероїди, ревматологія, знеболююча терапія
- ЦНС
- Діуретики
- Офтальмологія
- Урологія
- ЛОР
- Підтримка відмови від куріння
- Харчові длбавки, медикаментозні добавки
- Онкологія
- Імунологія